# Darkened Skye
Darkened Skye — приключенческая экшн-игра с видом от третьего лица, разработанная украинской компанией Boston Animation. Игра была выпущена в 2002 году для операционной системы Microsoft Windows и игровой системы GameCube в Северной Америке, а также в 2003 году для регионов PAL-стандарта. Главная героиня — молодая девушка по имени Скай, которая в поисках своей матери исследует фантастический мир. Для выполнения магических действий и в качестве оружия ближнего боя Скай использует посох, который также способен превращаться в энергетическое оружие при совмещении с конфетами Skittles.

## Игровой процесс
По сюжету игры молодая пастушка Скай внезапно лишается своих родителей и отправляется на их поиски. Ей помогает горгулья по имени Драак. Вместе им предстоит пройти сквозь множество испытаний и препятствий. Злодей-волшебник Некрот разрушил великую радугу и захватил множество крестьян по миру в плен. Отправная точка её путешествия — медальон, подаренный ей матерью, и оранжевый камешек, который привлекает внимание Некрота. Задача игры — найти пять древних призм, рассеянных по пяти землям, включая Линлору — родину главной героини, и другие земли, чтобы восстановить радугу и вернуть магию в мир.
В игре Darkened Skye конфеты Skittles играют ключевую роль как магические элементы, дающие Скай уникальные способности. По сюжету игры она собирает древние призмы для восстановления разрушенной злодеем Некротом великой радуги, при этом магические свойства Skittles становятся основой для выполнения различных заклинаний. Эти способности включают как боевые заклинания типа огненных шаров, так и защитные заклинания, такие как обнаружение невидимых объектов. Мана для выполнения заклинаний, символизируемая Skittles, имеет свойство медленно восстанавливаться, однако её можно быстро пополнить, собирая синие усиления.

## Разработка

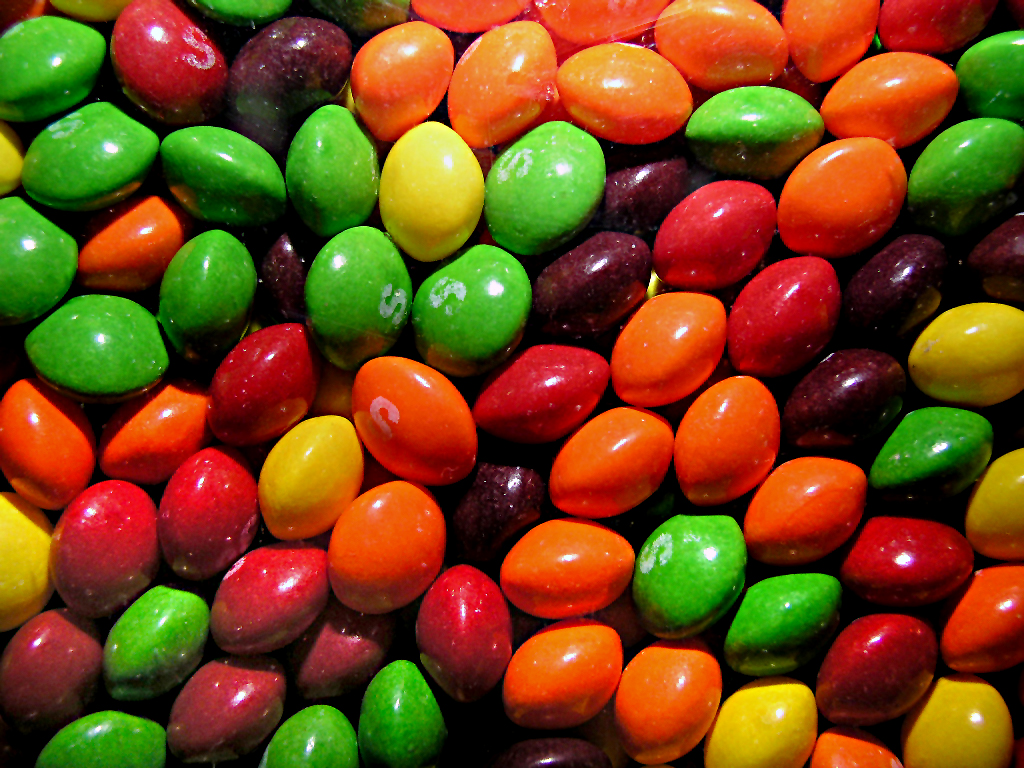
Игра основана на использовании бренда Skittles

Издательство Simon & Schuster Interactive, видя популярность персонажей M&M’s, решило разработать видеоигры на их основе. В ходе переговоров с компанией Mars, Inc., Simon & Schuster также обсуждали возможность использования Skittles в качестве альтернативного варианта, на случай если M&M’s окажутся недоступными. В итоге Mars предоставила лицензии на оба бренда, при этом идея игры на основе Skittles возникла из предположения, что компьютерная игра сможет повысить популярность бренда, так как потребление этих конфет снижалось среди людей старше 20 лет.
После успешных продаж видеоигр на основе M&M’s, продюсер Элизабет Брасвелл получила задание разработать игру на основе Skittles. Сначала она не была в восторге от этой идеи, но затем приняла решение работать над проектом, сделав акцент на игровом процессе и юморе. Энди Вольфендон, ведущий писатель и дизайнер, написал 300-страничный сценарий, который был одобрен компанией Mars с минимальными правками: они попросили изменить одну шутку, убрать слово «damn» и всех змей из игры. Когда Брасвелл попросила уточнения, ей ответили, что в игре могут быть существа, похожие на змей, но не настоящие змеи.
Исполнительный продюсер Дейл Дешарон упоминал, что концепция игры Darkened Skye была вдохновлена рекламными роликами Skittles из их кампании «Taste the Rainbow». Дешарон возглавил команду из более чем 50 человек в Киеве, которая работала над этой игрой на протяжении двух лет параллельно с разработкой M&M’s The Lost Formulas. К моменту завершения работы над Darkened Skye, в Simon & Schuster рассматривали возможность удаления любых упоминаний о Skittles, однако разработчики уже включили конфеты в игровой процесс и тексты в игре. Поэтому в итоге конфеты остались в игре, но с обложки игры были убраны все упоминания.
Версия игры Darkened Skye для персональных компьютеров была выпущена в январе 2002 года, а версия для GameCube — в ноябре того же года.

## Оценки
| Сводный рейтинг       | Сводный рейтинг | Сводный рейтинг |
| Издание               | Оценка          | Оценка          |
| Издание               | GC              | PC              |
| --------------------- | --------------- | --------------- |
| GameRankings          | 62,63 %         | 62,40 %         |
| Metacritic            | 61/100          | 65/100          |
| Иноязычные издания    |                 |                 |
| Издание               | Оценка          | Оценка          |
| Издание               | GC              | PC              |
| CGM                   | N/A             | [ 20 ]          |
| CGW                   | N/A             | [ 21 ]          |
| Game Informer         | 6,75 из 10      | N/A             |
| GameRevolution        | N/A             | C               |
| GameSpot              | 6,6 из 10       | 7,3 из 10       |
| GameSpy               | N/A             | 73 %            |
| GameZone              | 6,5 из 10       | N/A             |
| IGN                   | 6 из 10         | 7 из 10         |
| Nintendo Power        | 2,5 из 5        | N/A             |
| PC Gamer (US)         | N/A             | 65 %            |
| X-Play                | [ 31 ]          | N/A             |
| Русскоязычные издания |                 |                 |
| Издание               | Оценка          | Оценка          |
| Издание               | GC              | PC              |
| Absolute Games        | N/A             | 70 %            |
| Game.EXE              | N/A             | 4,1 из 5        |
| «Домашний ПК»         | N/A             | 75 из 100       |
| «Игромания»           | N/A             | 8,0 из 10       |
| «НИМ»                 | N/A             | 6,4 из 10       |
| «Страна игр»          | N/A             | 5,7 из 10       |

Darkened Skye получила смешанные отзывы на обеих платформах, согласно сайту-агрегатору обзоров Metacritic.
Игровой процесс игры часто сравнивали с такими играми, как Tomb Raider и Star Fox Adventures. Мэтью Като из Game Informer понравилась магическая система игры, в то время как боевую систему он назвал «болезненно среднестатистической».
Реакция на использование Skittles в игре Darkened Skye была неоднозначной. Джонни Луи из GameRevolution отметил, что использование Skittles было более умным и творческим по сравнению с другими играми с рекламой. Эрик Волпау, обозреватель Computer Gaming World, назвал игру впечатляющей именно в качестве «игры про Skittles». Однако CNNMoney раскритиковал использование Skittles в игре как «самый наглый продакт-плейсмент со времен Chap Stick в рекламных роликах фильма „Человек-мотылёк“». Владимир Горячев из Absolute Games положительно оценил умение дизайнеров Darkened Skye по добавлению Skittles в магическую систему игры, что сделало из конфет значимую часть игрового процесса. Николаевич из «Навигатора игрового мира» утверждает, что на его взгляд игра Darkened Skye является уникальным примером рекламной игры, которая не теряет своей привлекательности из-за связи с продуктом, делая ее приемлемой и для тех, кто не знаком с конфетами Skittles.
По мнению Пятнистой Рысявки из «Игромании», управление в игре простое, однако интуитивность его использования при работе с квестовыми предметами может вызывать вопросы. При этом, в обзоре «Страны игр» управление в игре критикуется за неудобство, особенно в аркадных элементах, что создаёт сложности при выполнении заданий, требующих точности.
Фраг Сибирский из Game.EXE положительно отметил юмор игры, назвав его «своеобразным и свойственным только центральным персонажам очень бедных ролевых игр». При этом, он также посчитал что сюжет игры не является ее сильной стороной, и что его заменяют юмористические элементы и шутки. По выражению обозревательницы «Игромании», игру отличает юмористический обмен репликами главной героини с различными персонажами, включая шутки, связанные с рекламой конфет и другими элементами поп-культуры. Критик «Навигатора» отмечает, что по его мнению в сюжете игры мало смысла, и сравнивает его с «идиотичной тетей Асей». При этом юмор, по словам критика, является одной из сильных сторон игры, особенно благодаря горгулье по имени Драак, который развлекает игрока своими шутками и делает игровой процесс «веселым и беззаботным».
Графика в игре описывается Фрагом Сибирским как ниже среднего уровня, при этом акцентируется внимание на скромности художественного исполнения, что он не рекомендует «оглядываться по сторонам», чтобы не испортить общее впечатление от игры.
Darkened Skye заняла второе место в рейтинге «Топ-10 бесстыдных лицензионных игр» от GameTrailers, уступив лишь игре Chase the Chuck Wagon для Atari 2600. Также игра попала в список «Худших комбинаций» от GamesRadar, а появление Skittles в ней было отмечено в их списке худших продуктовых камео в игровой индустрии.